# Mattias Hedlund
Mattias Hedlund, född 11 april 1974, är en svensk före detta professionell ishockeyspelare (back). Hans moderklubb är Hörnefors IF.
Med IF Björklöven avancerade han till Elitserien 1993, 1998 och 2000.